# Jan Marian Małecki
Jan Marian Małecki, Jan M. Małecki (ur. 8 grudnia 1926 w Sosnowcu, zm. 12 czerwca 2017) – polski historyk, profesor, rektor Akademii Ekonomicznej w Krakowie w latach 1981–1984. Badacz dziejów Krakowa.

## Życiorys
Kiedy miał trzy lata, jego rodzina przeprowadziła się do Krakowa. Podczas okupacji uczył się na podziemnych kompletach. Studia ukończył w 1950 na Uniwersytecie Jagiellońskim; jego promotorem był Władysław Konopczyński. Po ukończeniu studiów otrzymał przydział pracy w szkole zawodowej w Elblągu, gdzie spędził cztery lata.  
W 1954 powrócił do Krakowa. Tam na krótko znalazł zatrudnienie w Instytucie Historii PAN, a później Wyższej Szkole Ekonomicznej. W 1962 uzyskał stopień doktora, habilitował się w 1969. W 1975 został wicerektorem, a w 1981 rektorem tej uczelni (do 1984). Profesorem zwyczajnym mianowano go w 1986. W latach 1954–1960 wykładał też na Wyższej Szkole Pedagogicznej w Krakowie. 
Specjalista w zakresie historii gospodarczej i społecznej, znawca historii miast polskich. Współautor i współredaktor „Dziejów Krakowa”. Za publikację pt. Historia Krakowa dla każdego (Wydawnictwo Literackie 2007) otrzymał Nagrodę Krakowska Książka Miesiąca. Był wieloletnim redaktorem „Rocznika Krakowskiego”. 
Członek Polskiej Akademii Umiejętności oraz honorowy członek Towarzystwa Miłośników Historii i Zabytków Krakowa. Należał do Rady Muzeum Historycznego Miasta Krakowa. W 2000 otrzymał doktorat honoris causa Akademii Ekonomicznej w Krakowie. 
Zmarł 12 czerwca 2017. Pochowany na cmentarzu Batowickim w Krakowie (kw. CXXVII-2-16).

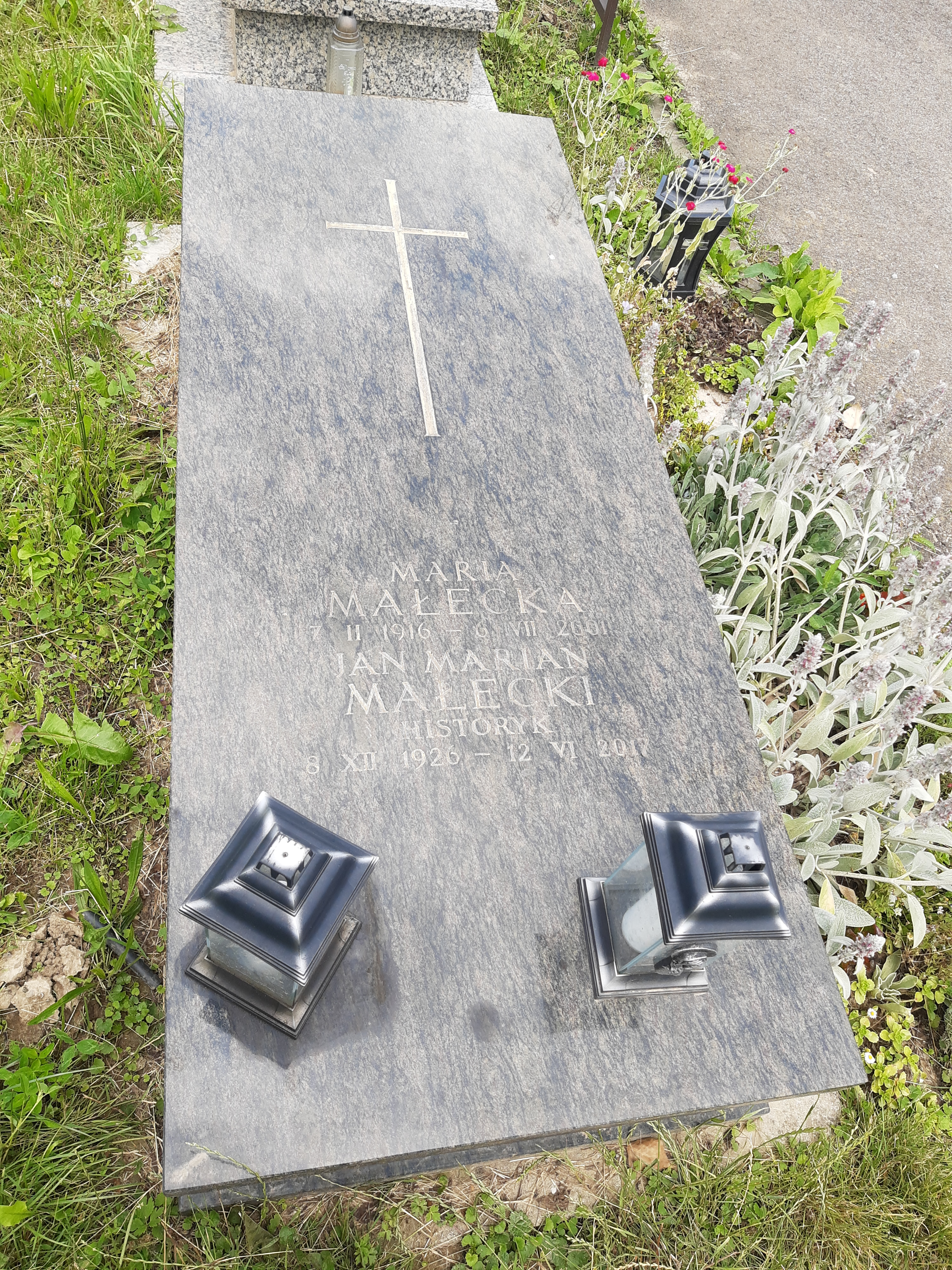
Grób prof. Jana Mariana Małeckiego na Cmentarzu Prądnik Czerwony

## Odznaczenia
- Krzyż Kawalerski Orderu Odrodzenia Polski
- Złoty Krzyż Zasługi
- Medal Komisji Edukacji Narodowej
- Odznaka tytułu Zasłużony Nauczyciel PRL
- Odznaka Honoris Gratia[2]